# Đập Đá
Đập Đá là một phường thuộc thị xã An Nhơn, tỉnh Bình Định, Việt Nam.

## Địa lý
Phường Đập Đá nằm ở phía bắc thị xã An Nhơn, có vị trí địa lý: 
- Phía đông giáp xã Nhơn An
- Phía tây giáp xã Nhơn Hậu
- Phía nam giáp phường Nhơn Hưng và xã Nhơn Hậu
- Phía bắc giáp phường Nhơn Thành.

Phường có diện tích 5,07 km², dân số năm 2011 là 16.785 người, mật độ dân số đạt 3.310 người/km².
Trên địa bàn phường có Quốc lộ 1 đi qua.

## Hành chính
Phường Đập Đá được chia thành 7 khu vực: Mỹ Hòa, Nam Phương Danh, Bắc Phương Danh, Tây Phương Danh, Đông Phương Danh, Bả Canh, Bằng Châu.

## Lịch sử
Trước đây, Đập Đá là một xã thuộc huyện An Nhơn.
Ngày 26 tháng 12 năm 1997, Chính phủ ban hành Nghị định 118/1997/NĐ-CP. Theo đó, thành lập thị trấn Đập Đá trên cơ sở toàn bộ 498,0 ha diện tích tự nhiên và 18.800 người của xã Đập Đá.
Ngày 28 tháng 11 năm 2011, Chính phủ ban hành Nghị quyết 101/NQ-CP. Theo đó, chuyển huyện An Nhơn thành thị xã An Nhơn và thành lập phường Đập Đá trên cơ sở toàn bộ 507,13 ha diện tích tự nhiên, 16.785 người của thị trấn Đập Đá.